# Playa Limbo
Playa Limbo és un grup musical mexicà de pop amb tints jazz. Són originaris de Guadalajara, Jalisco i la seua carrera ha tingut cert èxit des del 2006, quan el seu tema "El Eco de Tu Voz" va ser col·locat com tema principal de la sèrie de TV Azteca, "La Vida es una Canción". En març de 2007 van ser signats per Sony BMG i al cap de poc van editar el seu primer àlbum d'estudi titulat Canciones de Hotel del qual es van desprendre senzills com "El Eco de Tu Voz", "10 para las 10" i "Temps de Tu." L'agrupació tapatía va incórrer en la televisió al prestar el seu tema "Un Gancho al Corazón" a la telenovel·la del mateix nom emesa pel Canal de las Estrellas de la cadena mexicana Televisa.
Els seus integrants són Maria León, exintegrant del grup pop mexicà T de Tila, en veu i guitarra, Jorge Corrales en els teclats i programació, Ángel Baillo en el Baix i les veus, i Servando Yañez en la bateria.
El grup sorgeix en el 2003 després de la unió d'Angel Baillo (baix) i Jorge Corrales (teclats) després d'haver tocat junts en un grup de rock local. Amb la idea d'experimentar la barreja de música dels vuitanta amb ritmes electrònics sorgeix un projecte aleatori anomenat Vodkatronik. Posteriorment coneixen a María León qui s'integra com veu principal i guitarra. Amb aquest projecte es presenten en diverses parts de la república com; Quertaro, Nayarit, León, Aguascalientes, etc. En una de les gires sorgeix la idea de cercar un so que transporte a l'oïdor a un lloc on solament es pot arribar a través del somni, és així com sorgeix Playa Limbo com projecte de música original. Pop és l'estil que trien per mitjà del qual es pot notar la influència del jazz, R&B, folk, llatí i rock amb un contingut literal quotidià i autèntic. En el 2005 s'integra al projecte Servando Yáñez (bateria) per a arribar a donar-li un so més orgànic. Després de gravar el seu primer demo en aqueix mateix any, i després de tenir un senzill en la ràdio (El Eco de Tu Voz) es presenten en diversos llocs de la ciutat oferint un xou on es conjunyeixen visuals, dansa i música. Playa Limbo inicia el 2006 amb l'enregistrament del seu primer disc de manera independent armat amb les quatre personalitats que complementen l'experiència, el talent, l'originalitat i la frescor.